# Cherukavu
Cherukavu es una ciudad censal situada en el distrito de Malappuram en el estado de Kerala (India). Su población es de 30126 habitantes (2011). Se encuentra a 26 km de Malappuram y a 18 km de Kozhikode

## Demografía
Según el censo de 2011 la población de Cherukavu era de 30126 habitantes, de los cuales 14778 eran hombres y 15348 eran mujeres. Cherukavu tiene una tasa media de alfabetización del 94,86%, superior a la media estatal del 94%. la alfabetización masculina es del 96,64%, y la alfabetización femenina del 93,15%.